# Peter Wichers
Peter Wichers (Ängelholm, Suecia; 8 de febrero de 1979) es un músico sueco, más conocido por ser uno de los miembros fundadores de la banda de melodic death metal Soilwork, desde 1995 hasta 2005, cuando anunció su salida de la banda.

## Biografía
Él es guitarrista y liricista, donde fue reconocido su talento como tal en el álbum Stabbing the Drama.  Después de abandonar Soilwork, fue llamado por Adam Dutkiewicz para sustituirlo en una gira por Europa con Killswitch Engage, debido a que se había lesionado.  Más adelante, en el 2007, el colaboró con un álbum conmemorativo de los 20 años de la discográfica Nuclear Blast, en el cual fungió como productor, guitarrista, bajista, teclista y autor de las canciones, trabajando junto con los vocalistas de bandas de Melodic Death Metal, tales como Anders Fridén (In flames), su compañero de Soilwork, Björn "Speed" Strid y los polifacético Peter Tägtgren, vocalista de Hypocrisy y Pain y Christian Älvestam vocalista de Solution .45, Miseration y exvocalista de Scar Symmetry entre otros, conformando juntos el álbum Nuclear Blast All Stars: Out of the Dark, un trabajo similar al ya una vez realizado por la discográfica Roadrunner titulado Roadrunner United.  El, además, colaboró en el 2007 con Warrel Dane, vocalista de Nevermore como guitarrista y co-liricista de su álbum en solitario titulado Praises to the War Machine.
Peter Wichers actualmente se mudó de Los Ángeles, California hacia Nashville, Tennessee junto con su esposa, para trabajar como productor y guitarrista.  El 8 de septiembre de 2008, el anunció que se reintegraría a Soilwork. Una vez dentro de la banda, Wichers acompañara a Soilwork en su gira europea en 2008 y su gira norteamericana en 2009. Una vez terminada la gira, ellos comenzaran sus planes para lanzar un nuevo álbum.

## Discografía
Soilwork
- In Dreams We Fall Into The Eternal Lake (1997 demo)
- Steelbath Suicide (1998)
- The Chainheart Machine (2000)
- A Predator's Portrait (2001)
- Natural Born Chaos (2002)
- Figure Number Five (2003)
- The Early Chapters (2003 EP)
- Stabbing the Drama (2005)
- The Panic Broadcast (2010)

Warrel Dane
- Praises to the War Machine (2008)

Contribuciones
- Nuclear Blast All Stars: Out Of The Dark (2007)
- James Labrie: Impermanent Resonance (2013)

## Álbumes producidos
- Samadhi - Incandescence (2007)
- All That Remains - The Fall of Ideals (2006) (ingeniero de sonido/productor en las guitarras)
- Nuclear Blast All-Stars: Out of the Dark (2006) (guitarra, bajo, productor/ingeniero de sonido)
- Warrel Dane - Praises to the War Machine (2008) (guitarra, bajo, productor/ingeniero de sonido)
- Mannah - Untitled (2008)
- Nevermore - The Obsidian Conspiracy (2010)